# Grand pont de Seto
Le Grand pont de Seto (瀬戸大橋, Seto Ō-hashi) (en anglais Great Seto Bridge) est un complexe de ponts à deux niveaux reliant les départements d'Okayama et de Kagawa à travers une série de cinq petites îles au Japon, il intègre la voie express Seto-Chūō parmi les trois situées entre les îles de Honshū et Shikoku.
Le tarif moyen pour une voiture en période normale de Kojima à Sakaide est de 3 500 yen (juillet 2010), soit environ 28,50 euros (valeur avril 2010), pour un trajet de 12 minutes. D'autres tarifs sont applicables en fonction du véhicule et de la période. Le trafic moyen était de 14 664 véhicules par jour sur l'année 2000.

## Histoire du projet[3]

Localisation des voies express Honshū-Shikoku :
Rouge : Voie express Nishiseto
Vert : Voie express Seto-Chūō
Jaune : Voie express Kobe-Awaji-Naruto

La première évocation du projet remonte à 1889 lorsqu'un membre du Parlement Préfectoral, Jinnijo Ōkubo (大久保諶之丞, Ōkubo Jinnojo) suggéra l'idée d'un pont à travers la mer intérieure de Seto dans un discours prononcé à la cérémonie d'ouverture du premier chemin de fer à Shikoku entre Marugame et Kotohira, dans la préfecture de Kagawa :« Les quatre provinces de Shikoku sont comme autant d'îles éloignées. Unies par des routes, elles seraient économiquement avantagées, profitant des avantages d'un transport accru et d'une meilleure communication les unes aux autres ».
L'idée fut cependant délaissée pendant près de soixante ans, jusqu'au jour où un tragique accident survint. En mai 1955, deux ferrys entrent en collision au large des côtes de Takamatsu dans un brouillard épais, faisant 168 victimes parmi lesquelles se trouvaient de nombreux enfants. Cette catastrophe relança l'idée d'un pont, la Japanese National Railways commença à étudier le projet la même année, puis le Ministère de la Construction en 1959, les deux institutions mirent en commun leurs recherches et fondèrent la Japan Society of Civil Engineers. En 1967, la commission rendit un rapport final aux deux institutions qui annoncèrent par la suite leur soutien officiel, la Honshū-Shikoku Bridge Authority fut fondée le 1er juillet 1970.
La construction du Grand pont de Seto commença en 1978 et l'ouvrage fut inauguré le 10 avril 1988, la réalisation du projet coûta la vie à treize ouvriers durant ces dix années. Au total, 3 646 000 m3 de béton et 705 000 tonnes d'acier auront été nécessaires[réf. nécessaire].
Le coût global de la voie express Seto-Chuo est de 670 milliards de yen.

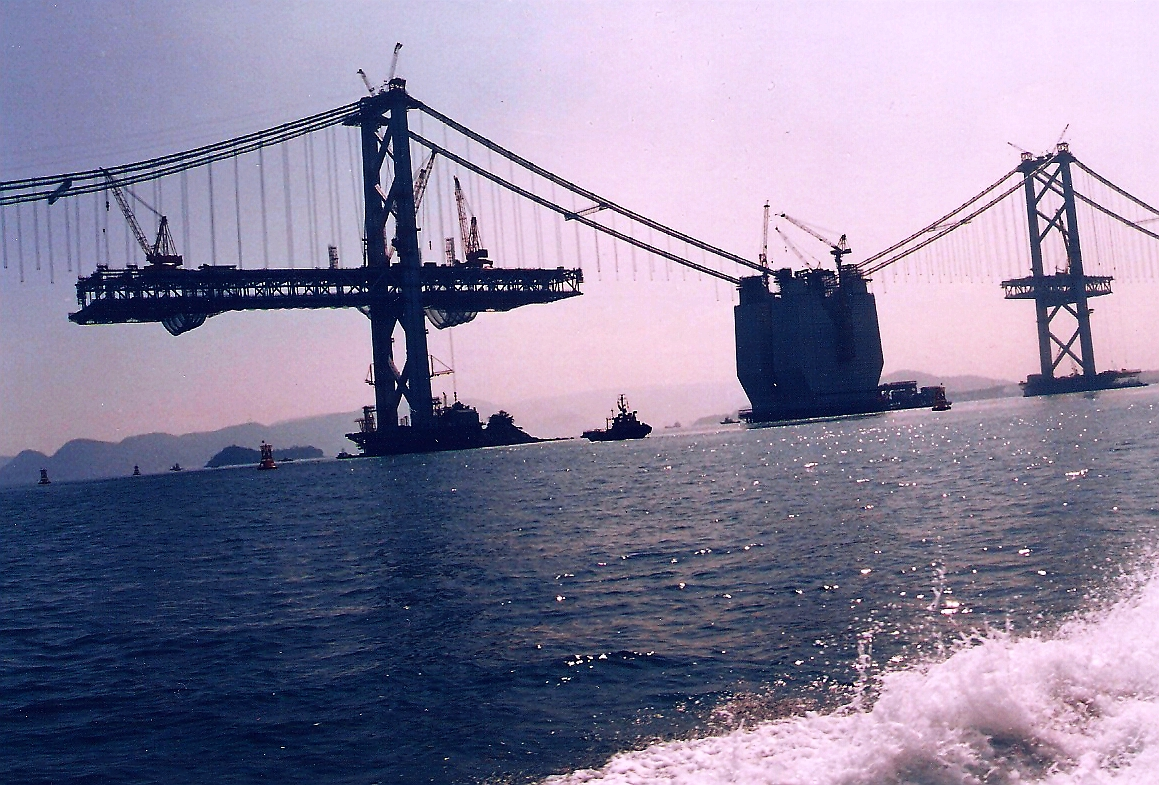
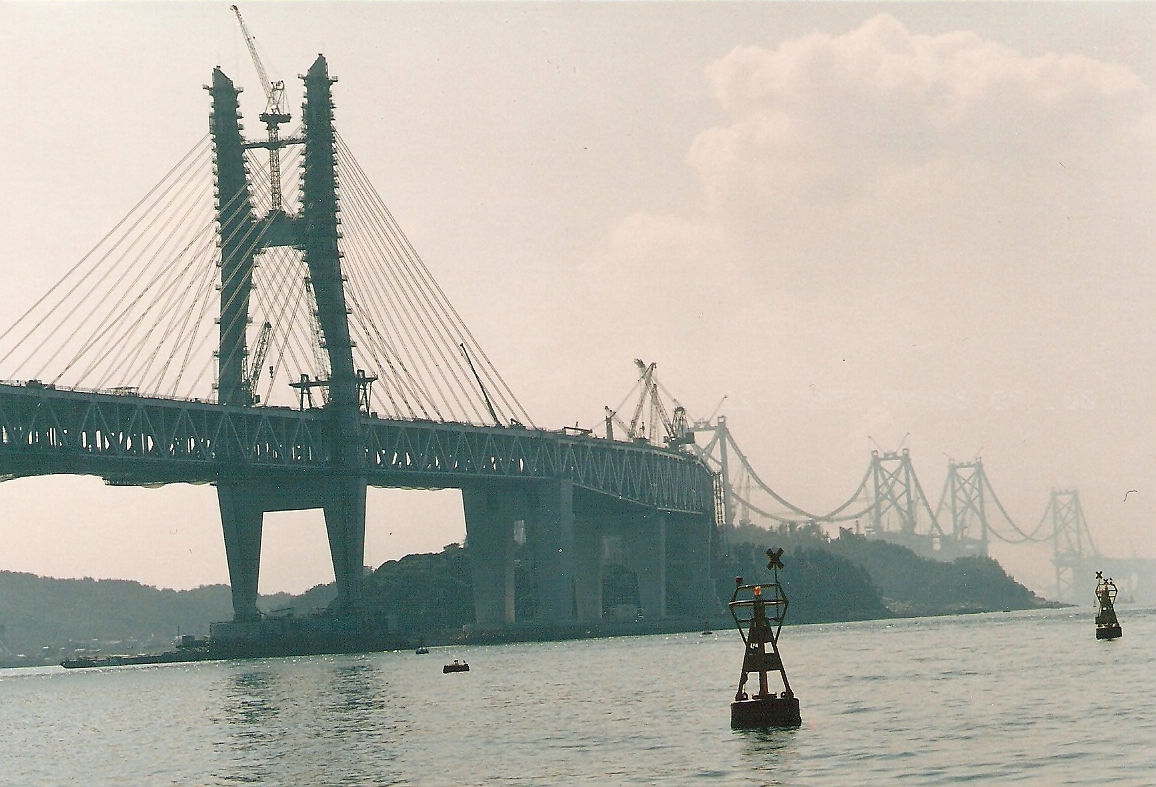
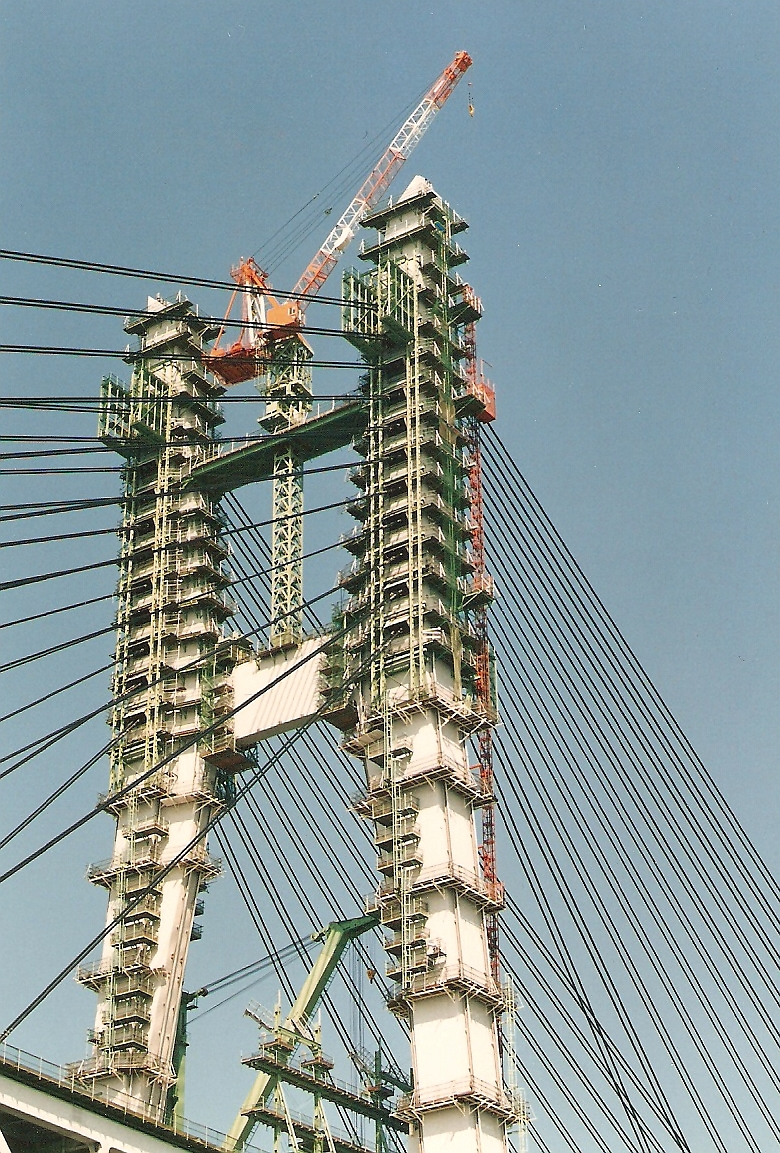
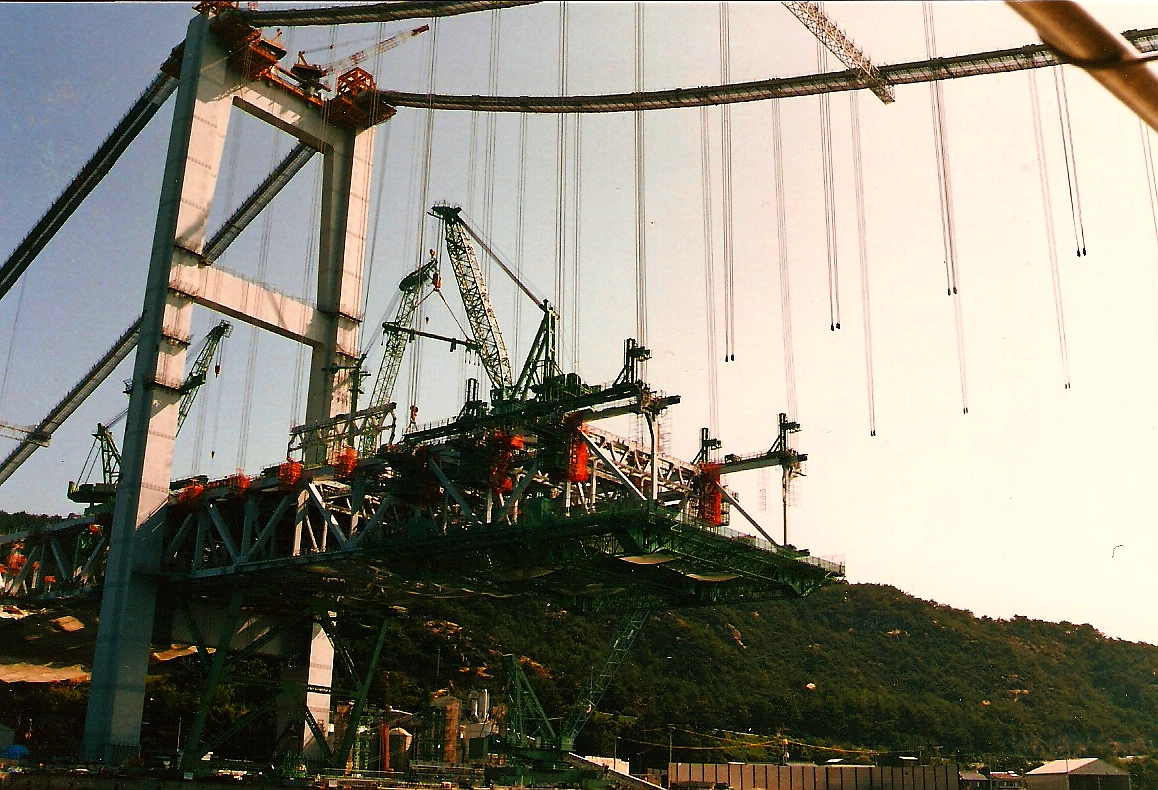

## Présentation
Tous les ouvrages composant le Grand pont de Seto disposent de tabliers à double niveau, le niveau inférieur est réservé aux deux voies de la ligne Seto-Ōhashi et est également conçu pour accueillir éventuellement le Shinkansen. La chaussée supérieure possède 2x2 voies de circulation limitée à 80 km/h. L'ouvrage complet mesure 9 368 m pour la partie au-dessus de la mer intérieure de Seto (l'ouvrage sans le viaduc de Bannosu) et 13 100 m au total.

## Descriptions des différents ouvrages
À la différence de nombreux grands ouvrages, les six principaux ponts du complexe possèdent des noms qui leur sont propres, les cinq autres ponts sont des viaducs. Ils sont référencés du nord au sud :

### Le pont de Shimotsui-Seto

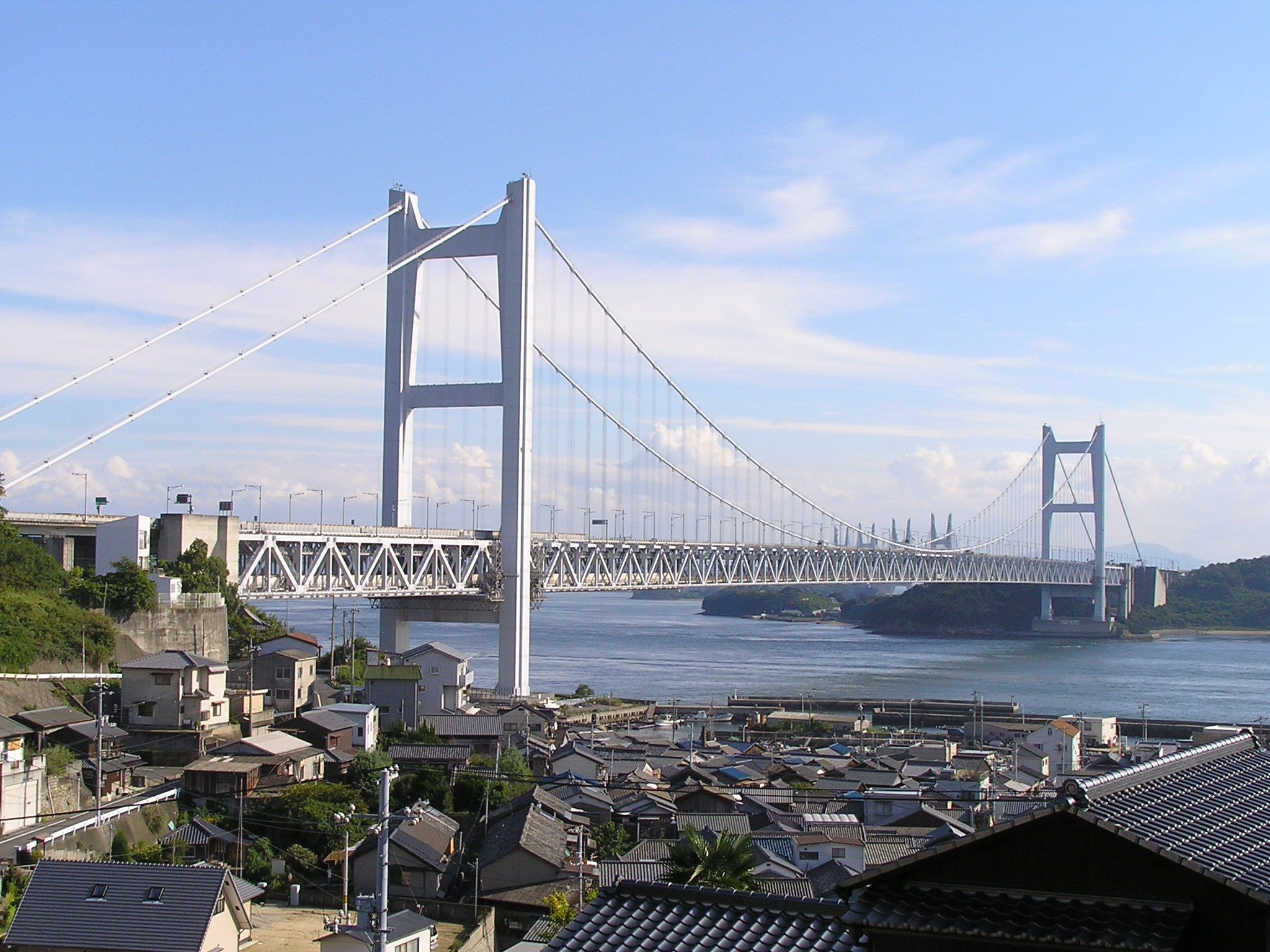
Pont de Shimotsui-Seto

Le pont de Shimotsui-Seto (下津井瀬戸大橋, Shimotsui Seto Ō-hashi) est un pont suspendu ancré au sol qui relie Kojima à l'île d'Hitsuishijima, il mesure au total 1 400 m pour une travée centrale de 940 m. Ses pylônes et son tablier sont en acier.

### Les ponts d'Hitsuishijima et d'Iwagurojima

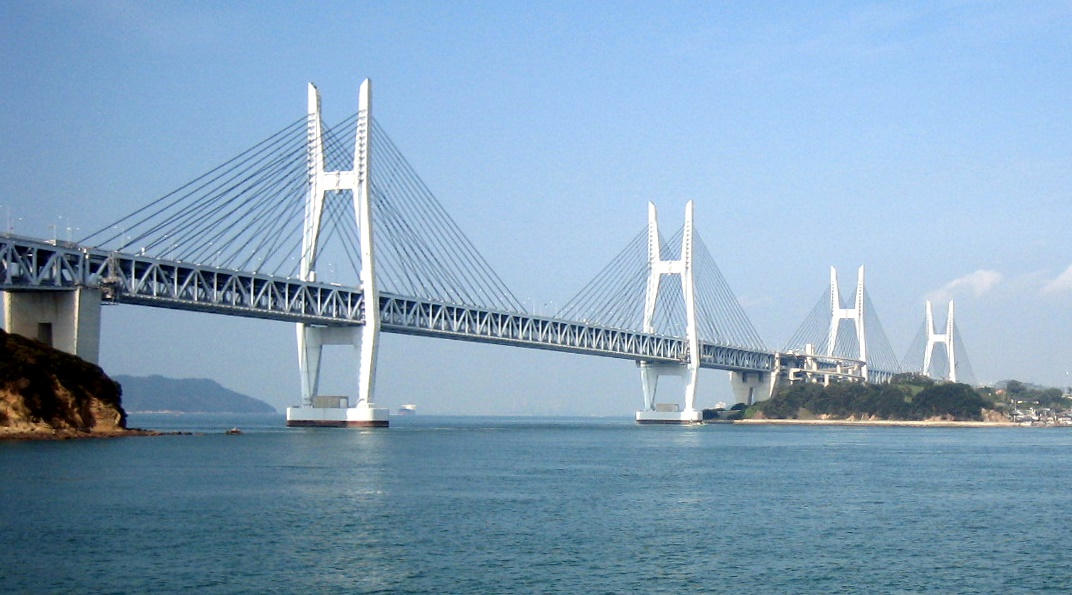
Ponts d'Iwagurojima (gauche) et d'Hitsuishijima (droite)

Le pont d'Hitsuishijima (櫃石島橋, Hitsuishijima-kyō) est un pont à haubans entre les îles d'Hitsuishi et d'Iwakuro dans la Préfecture de Kagawa, il possède une travée centrale de 420 m et une longueur, avec ses travées de rive de 790 m, les pylônes culminent à 148 m. Le haubanage est de type semi-harpe et le tablier est constitué d'une poutre en treillis.
Le pont d'Iwagurojima (岩黒島橋, Iwakurojima-kyō) est identique, il relie les îles de Yoshima et d'Iwakuro.

### Le pont de Yoshima

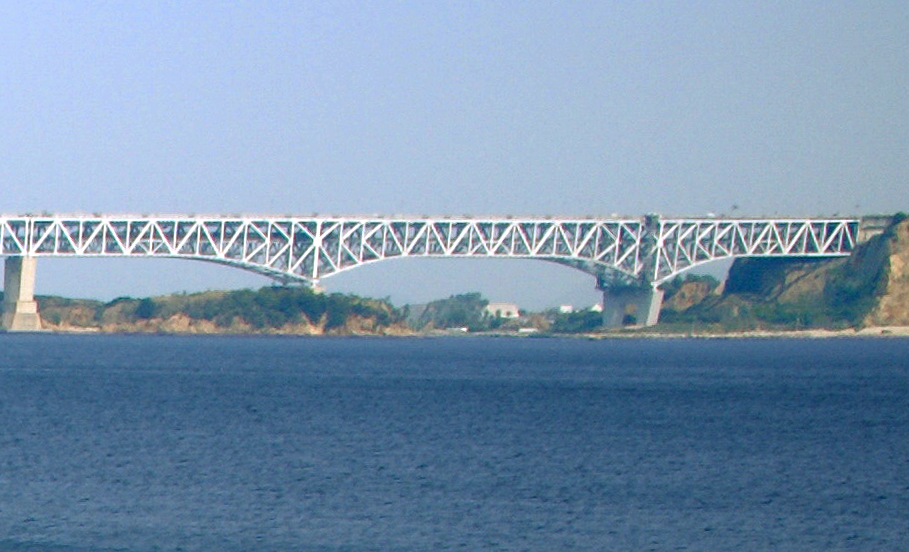
Pont de Yoshima

Le pont de Yoshima (与島橋, Yoshima-kyō) est un pont en treillis continu sur l'île de Yoshima, sa travée centrale est de 245 m pour une longueur totale de 850 m.

### Les ponts de Kita Bisan-Seto et de Minami Bisan-Seto

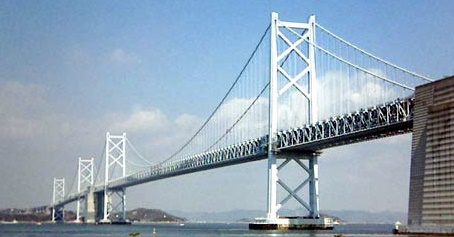
Ponts de Minami Bisan-Seto (droite) et de Kita Bisan-Seto (gauche)

Le pont Minami Bisan-Seto (南備讃瀬戸大橋, Minami Bisan Seto Ō-hashi) est un pont suspendu avec une travée centrale de 1 100 m et une longueur de 1 648 m (de bloc d'ancrage à bloc d'ancrage). Il est directement suivi du pont de Kita Bisan-Seto avec lequel il permet la liaison entre l'île de Yoshima et la ville de Sakaide.
Le pont Kita Bisan-Seto (北備讃瀬戸大橋, Kita Bisan Seto Ō-hashi) possède une travée centrale de 990 m pour une longueur de 1 538 m.
La longueur des deux ouvrages avec blocs d'ancrages compris est de 3 334 m.

## Récompenses et affiliations
La Honshu-Shikoku Bridge Authority et Tsutumu Yamane ont reçu la médaille George S. Richardson, au même titre que Michel Virlogeux et Bertrand Deroubaix pour le pont de Normandie, décernée par l'Engineers' Society of Western Pennsylvania lors de la Conférence internationale sur les ponts de 1989 pour « une récente et unique réalisation exceptionnelle »,
L'ouvrage est affilié avec le Golden Gate Bridge à San Francisco aux États-Unis depuis le 5 avril 1988, avec le pont Fatih Sultan Mehmet à Istanbul en Turquie depuis le 3 juillet 1988 et avec l'Øresundsbron entre la Suède et le Danemark depuis le 24 mai 2008.

## Galerie

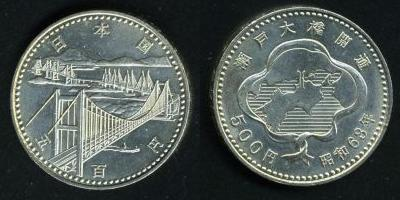
Pièce commémorative de 500¥
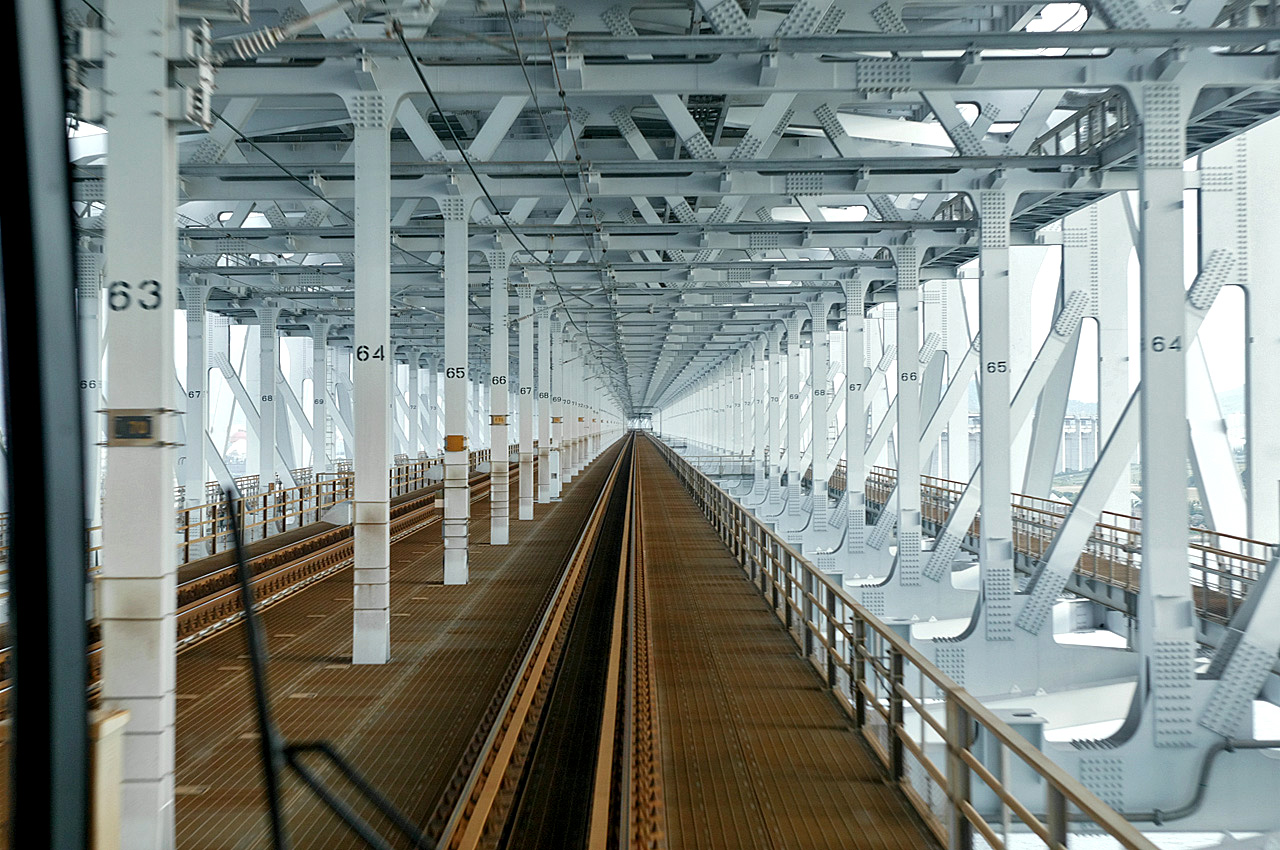
Vue du niveau inférieur ferroviaire des tabliers
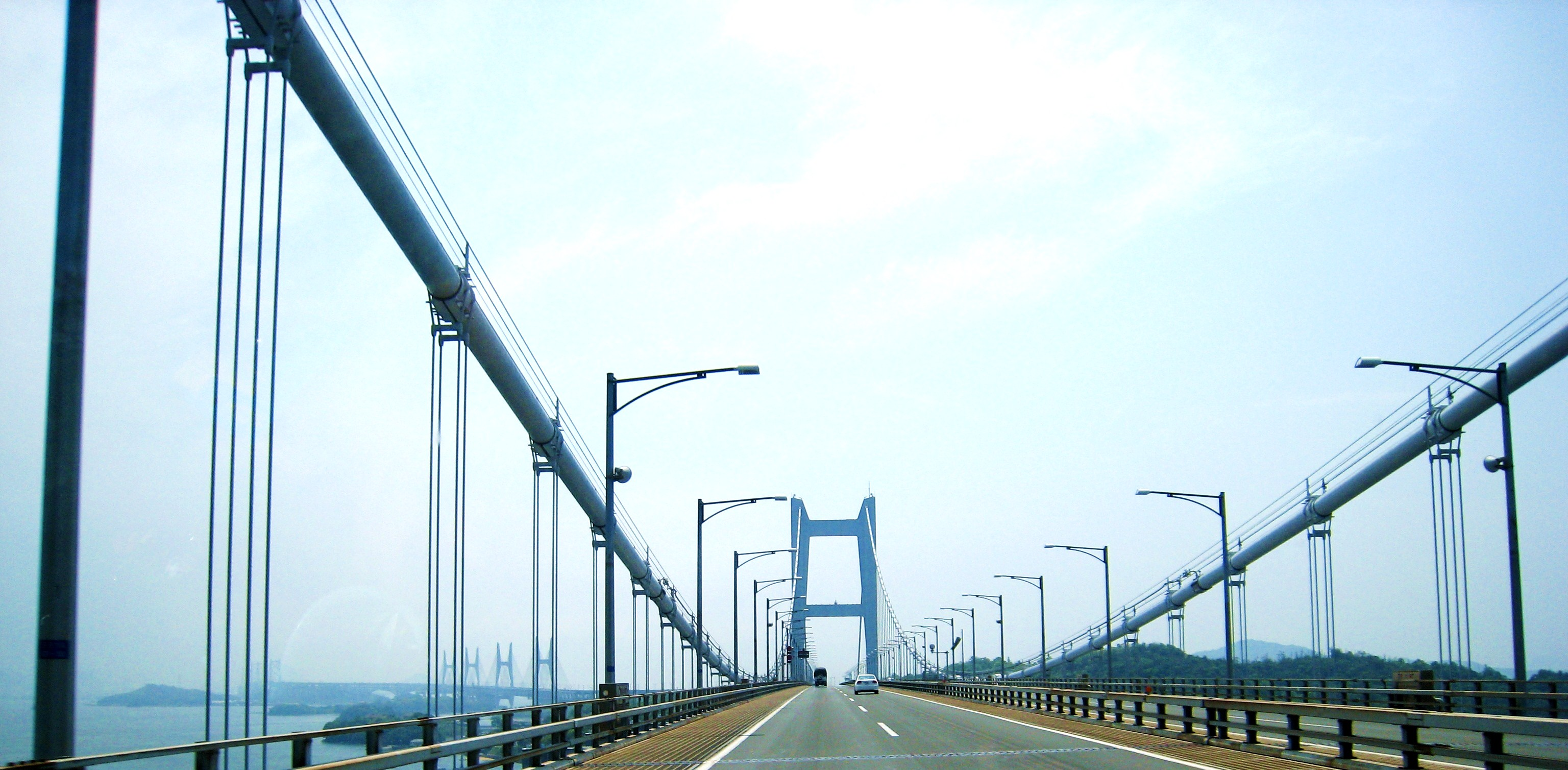
Chaussée du pont de Shimotsui-Seto
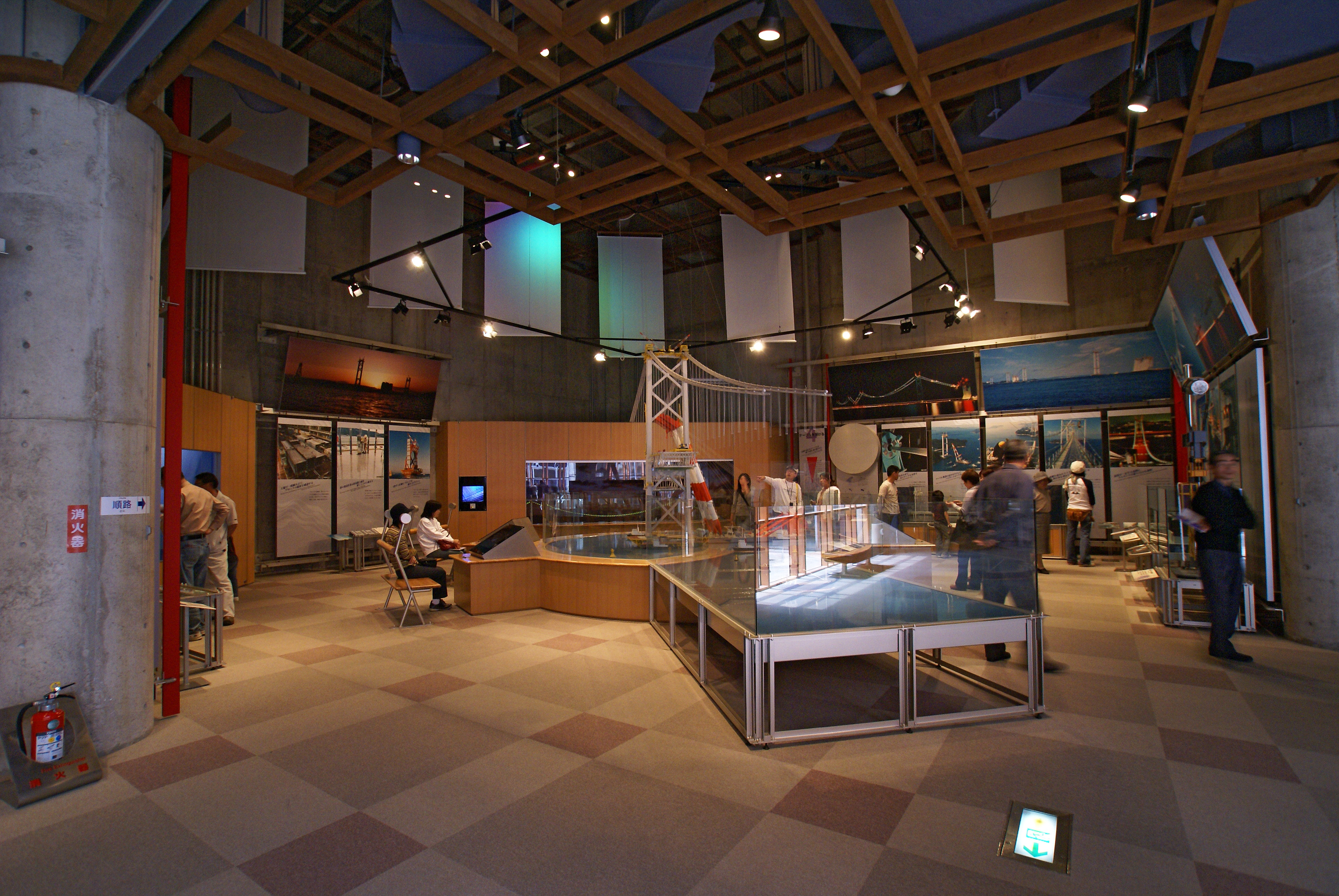
Mémorial du Grand pont de Seto

## Sources et références
- (en) Cet article est partiellement ou en totalité issu de l’article de Wikipédia en anglais intitulé « Great Seto Bridge » (voir la liste des auteurs).

1. ↑  (en) « Seto-Chuo Expressway - toll rate », sur Honshū-Shikoku Bridge Authority (consulté le 4 juillet 2010).
2. ↑  (en)[PDF]« Honshu-Shikoku Bridge Authority (HSBA) », sur Mof.go.jp Ministry of Finance Japan (consulté le 29 janvier 2011).
3. 1 2  Honshu-Shikoku Bridges - informations
4. ↑  (en) American Chamber of Commerce in Japan, Setting up an office in Japan, 1993, 179 p. (ISBN 0-8048-3009-6, OCLC 30634945), consultable sur Books.google.fr , p. 35
5. 1 2 3 4 5  (en) « Seto-Chuo Expressway - informations », sur Honshū-Shikoku Bridge Authority (consulté le 4 juillet 2010).
6. ↑  (en) « Bridge Awards - Gustav Lindenthal Medal Winners », sur Eswp.com - Engineers' Society of Western Pennsylvania (consulté le 4 juillet 2010).
7. ↑  (ja) « 2008年プレスリリース », sur Honshū-Shikoku Bridge Authority (consulté le 4 juillet 2010).